# Kanton Selongey
Der Kanton Selongey war bis 2015 ein französischer Wahlkreis im Arrondissement Dijon, im Département Côte-d’Or und in der Region Burgund; sein Hauptort war Selongey. Vertreter im Generalrat des Départements war zuletzt von 2011 bis 2015 Gérard Leguay (DVG).
Der acht Gemeinden umfassende Kanton war 142,67 km² groß und hatte 3727 Einwohner (Stand: 1999).

## Gemeinden
| Gemeinde            | Einwohner Jahr | Fläche km² | Bevölkerungsdichte | Code INSEE | Postleitzahl |
| ------------------- | -------------- | ---------- | ------------------ | ---------- | ------------ |
| Boussenois          | 117 (2013)     | 12,49      | 9 Einw./km²        | 21096      | 21260        |
| Chazeuil            | 208 (2013)     | 18,55      | 11 Einw./km²       | 21163      | 21260        |
| Foncegrive          | 141 (2013)     | 10,13      | 14 Einw./km²       | 21275      | 21260        |
| Orville             | 176 (2013)     | 2,24       | 79 Einw./km²       | 21472      | 21260        |
| Sacquenay           | 270 (2013)     | 22,13      | 12 Einw./km²       | 21536      | 21260        |
| Selongey            | 2.438 (2013)   | 4,42       | 552 Einw./km²      | 21599      | 21260        |
| Vernois-lès-Vesvres | 191 (2013)     | 11,51      | 17 Einw./km²       | 21665      | 21260        |
| Véronnes            | 395 (2013)     | 19,2       | 21 Einw./km²       | 21667      | 21260        |